# Herta (Unternehmen)

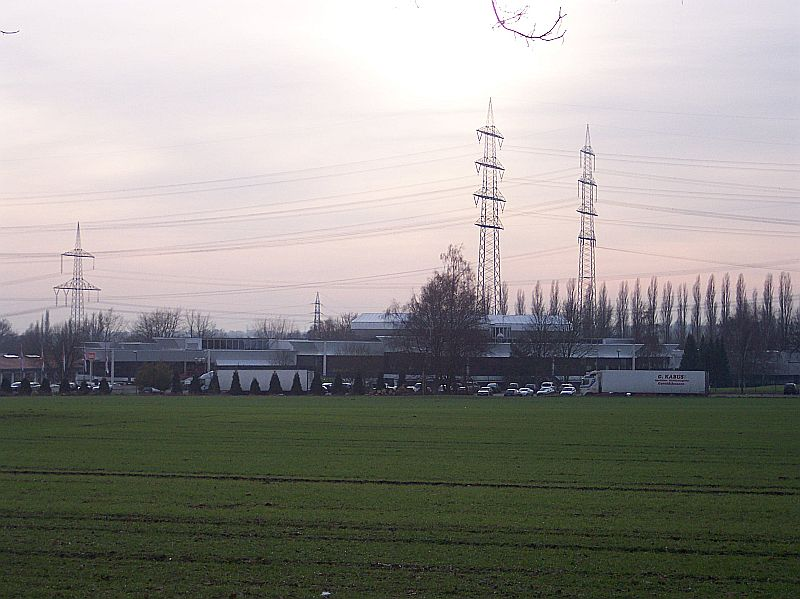
Herta-Produktionsstätte in Herten

Die Herta GmbH ist ein deutsches Unternehmen der Fleischwarenindustrie. Das Unternehmen ist bekannt durch Produkte der Marke „Herta“. Es hat seinen Sitz in Herten (Westfalen) und ist eine Tochtergesellschaft des spanischen Lebensmittelkonzerns Casa Tarradellas. Der Nestlé-Konzern war bis Ende 2019 Mehrheitseigentümer und hält seither eine 40%ige Minderheitsbeteiligung. Herta produziert in Herten, sowie an Standorten in Frankreich.

## Geschichte
Im Jahre 1897 wurde von Ludwig und Hermine Schweisfurth eine Ladenmetzgerei in Herten begründet. Bald wurden Filialen eröffnet. 1902 wurde die erste Fabrik in Betrieb genommen.
1948 wurde „Herta“ als Marke angemeldet und 1951 registriert. Nachfolgend wurde ein Kühl-Schnelldienst zur Auslieferung an die Filialen und Handelspartner eingeführt. 1953 bot eine Dortmunder Filiale das erste frischeverpackte Wurstsortiment zur Selbstbedienung an, obwohl kaum ein Haushalt damals schon einen Kühlschrank besaß. Ab 1964 breitete sich das Unternehmen ins europäische Ausland aus, zuerst durch Exporte nach Frankreich, dann auch Erwerb von Produktionsstätten im Land. Es folgten Markteintritte in die Niederlande, Belgien, Dänemark und Großbritannien. Karl Ludwig Schweisfurth machte die Firma schrittweise zu einem europäischen Fleischkonzern.
1984 verkaufte Karl Ludwig Schweisfurth das Unternehmen an den Schweizer Nahrungsmittelkonzern Nestlé. Von 1986 bis Ende 2019 war Herta eine 100%ige Tochtergesellschaft von Nestlé. Seitdem hält Nestlé lediglich eine 40%ige Minderheitsbeteiligung, während die restlichen Anteile dem spanischen Lebensmittelkonzern Casa Tarradellas gehören.
2012 kaufte die Sprehe-Gruppe die Herta-Verarbeitungsbetriebe in Berlin (Berliner KS Fleisch- und Wurstwaren GmbH) und Neuenkirchen/Vörden (Meistermacher Convenience Food GmbH).
2014 verhängte das Bundeskartellamt gegen 21 Wursthersteller des Wurstkartells, darunter Herta, eine dreistellige Millionenstrafe wegen illegaler Preisabsprachen.
2019 wurde bekannt, dass Nestlé die Investmentbank Rothschild beauftragt hat, in sechs Ländern den Aufschnitt- und Fleischwarenbereich von Herta zu veräußern.